# Dominga Ortiz de Páez
Dominga Ortiz de Páez est l'une des quatorze paroisses civiles de la municipalité de Barinas dans l'État de Barinas au Venezuela. Sa capitale est La Mula. En 2011, sa population s'élève à 6 748 habitants et en 2018 à 8 407 habitants.

## Géographie

### Démographie
Hormis sa capitale La Mula, la paroisse civile possède plusieurs localités dont :
- Arenales
- Camirí
- El Pagüey
- La Mula
- Las Palmitas de Camirí
- San Isidro
- Santa Rosalía

## Sources
- (es) Cet article est partiellement ou en totalité issu de l’article de Wikipédia en espagnol intitulé « Municipio Barinas » (voir la liste des auteurs).